# Limon (Nièvre)
Pour les articles homonymes, voir Limon.
Limon est une commune rurale française située dans le département de la Nièvre, en région Bourgogne-Franche-Comté.
Ses habitants s'appellent les Limonaises et les Limonais.

## Géographie
Limon est un petit village situé au cœur des Amognes dans le département de la Nièvre, à une altitude moyenne de 240 mètres. La ville la plus proche est Nevers, distante de 17 km. Le ruisseau de l'étang Moussy passe dans la commune.
Les Bois du Mont et d'Anlezy sont à 5,4 km de la commune.

### Communes limitrophes
Les communes limitrophes sont Beaumont-Sardolles, La Fermeté et Saint-Benin-d'Azy.

### Climat
Pour des articles plus généraux, voir Climat de la Bourgogne-Franche-Comté et Climat de la Nièvre.
En 2010, le climat de la commune est de type climat des marges montargnardes, selon une étude du Centre national de la recherche scientifique s'appuyant sur une série de données couvrant la période 1971-2000. En 2020, Météo-France publie une typologie des climats de la France métropolitaine dans laquelle la commune est exposée à un climat océanique altéré et est dans la région climatique  Centre et contreforts nord du Massif Central, caractérisée par un air sec en été et un bon ensoleillement. 
Pour la période 1971-2000, la température annuelle moyenne est de 10,9 °C, avec une amplitude thermique annuelle de 16 °C. Le cumul annuel moyen de précipitations est de 969 mm, avec 12,4 jours de précipitations en janvier et 8,2 jours en juillet. Pour la période 1991-2020, la température moyenne annuelle observée sur la station météorologique de Météo-France la plus proche, « Ourouer », sur la commune de Vaux d'Amognes à 11 km à vol d'oiseau, est de 11,3 °C et le cumul annuel moyen de précipitations est de 889,3 mm. 
La température maximale relevée sur cette station est de 41,5 °C, atteinte le 7 août 2003 ; la température minimale est de −13,5 °C, atteinte le 1er mars 2005,,. 
Les paramètres climatiques de la commune ont été estimés pour le milieu du siècle (2041-2070) selon différents scénarios d'émission de gaz à effet de serre à partir des nouvelles projections climatiques de référence DRIAS-2020. Ils sont consultables sur un site dédié publié par Météo-France en novembre 2022.

## Urbanisme

### Typologie
Au 1er janvier 2024, Limon est catégorisée commune rurale à habitat dispersé, selon la nouvelle grille communale de densité à sept niveaux définie par l'Insee en 2022.
Elle est située hors unité urbaine. Par ailleurs la commune fait partie de l'aire d'attraction de Nevers, dont elle est une commune de la couronne,. Cette aire, qui regroupe 93 communes, est catégorisée dans les aires de 50 000 à moins de 200 000 habitants,.

### Occupation des sols
L'occupation des sols de la commune, telle qu'elle ressort de la base de données européenne d’occupation biophysique des sols Corine Land Cover (CLC), est marquée par l'importance des territoires agricoles (71,6 % en 2018), une proportion identique à celle de 1990 (71,6 %). La répartition détaillée en 2018 est la suivante : terres arables (37,9 %), forêts (28,4 %), prairies (24,1 %), zones agricoles hétérogènes (9,6 %). L'évolution de l’occupation des sols de la commune et de ses infrastructures peut être observée sur les différentes représentations cartographiques du territoire : la carte de Cassini (XVIIIe siècle), la carte d'état-major (1820-1866) et les cartes ou photos aériennes de l'IGN pour la période actuelle (1950 à aujourd'hui).

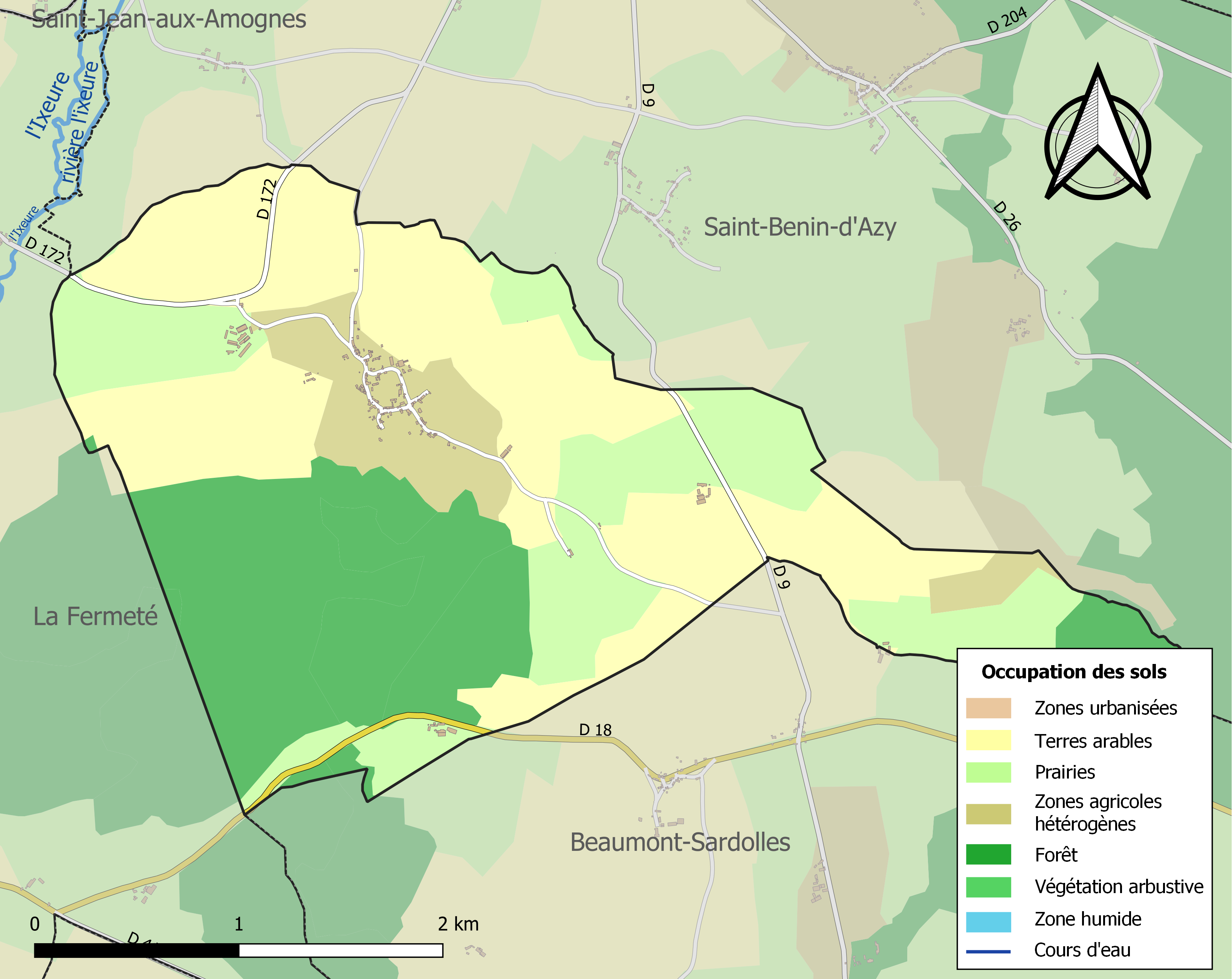
Carte des infrastructures et de l'occupation des sols de la commune en 2018 (CLC).

## Histoire
L'origine du nom Limon vient soit du latin limentum (endroit où on trouve des ormes) ou de limion (boue fertile). Des vestiges de fortifications datent de la période gallo-romaine. La paroisse date de 1110. Les activités les plus anciennes sont l'exploitation du bois ainsi qu'une scierie. Vers 1742, des écrits évoquent l'existence d'une petite forge qui fonctionnait avec du charbon de bois. À partir de 1840, du minerai était exploité pour alimenter le haut fourneau de Druy qui utilisait le ruisseau Gravot.

## Politique et administration

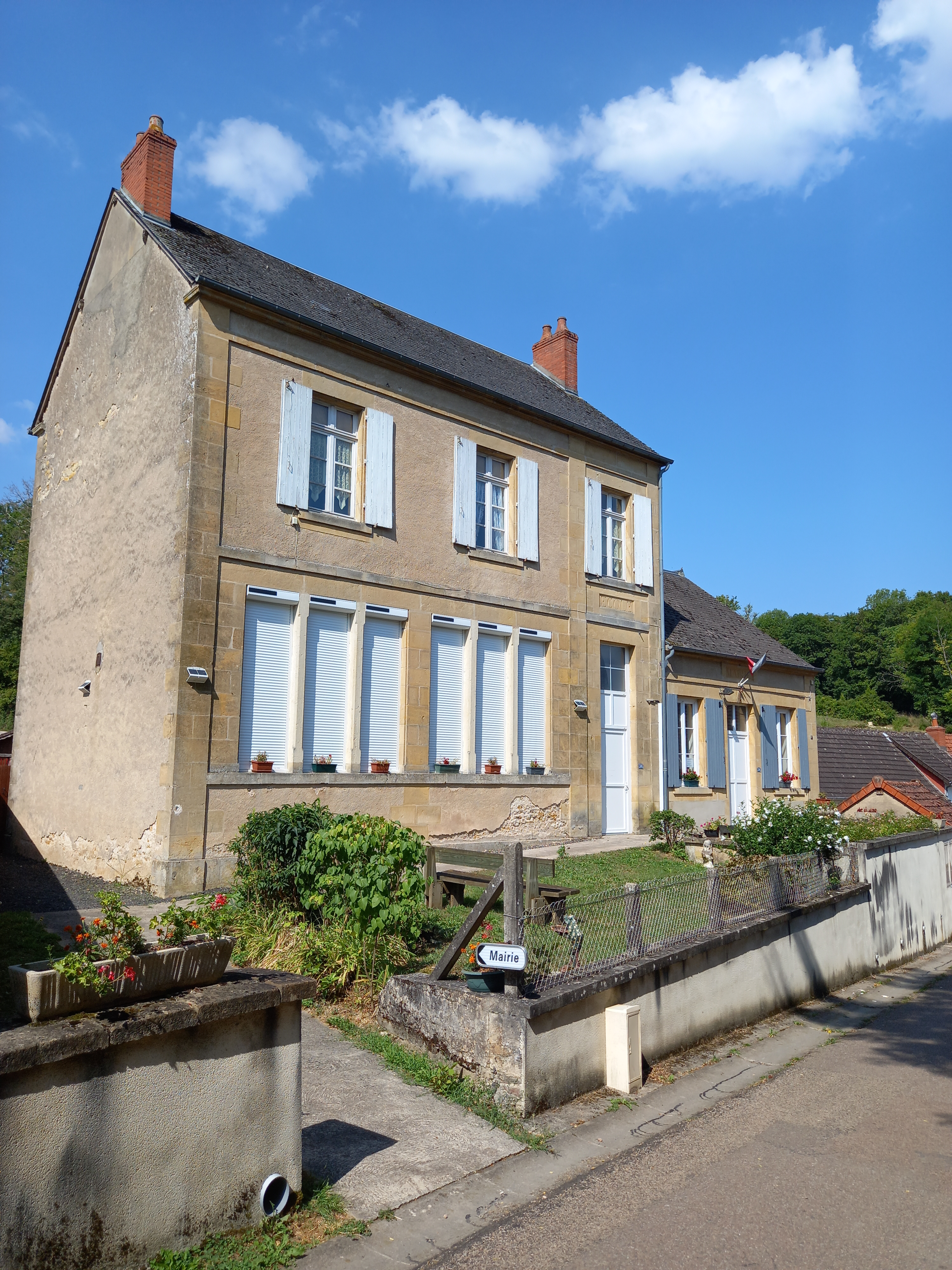
Mairie

| Période                                  | Période   | Identité       | Étiquette | Qualité     |
| ---------------------------------------- | --------- | -------------- | --------- | ----------- |
| mars 2001                                | mars 2008 | Gérard Fougère |           |             |
| mars 2008                                | en cours  | Didier Ramet   |           | Agriculteur |
| Les données manquantes sont à compléter. |           |                |           |             |

## Démographie
L'évolution du nombre d'habitants est connue à travers les recensements de la population effectués dans la commune depuis 1793. Pour les communes de moins de 10 000 habitants, une enquête de recensement portant sur toute la population est réalisée tous les cinq ans, les populations de référence des années intermédiaires étant quant à elles estimées par interpolation ou extrapolation. Pour la commune, le premier recensement exhaustif entrant dans le cadre du nouveau dispositif a été réalisé en 2008.

En 2022, la commune comptait 145 habitants, en évolution de −3,97 % par rapport à 2016 (Nièvre : −3,28 %, France hors Mayotte : +2,11 %).
| 1793 | 1800 | 1806 | 1821 | 1831 | 1836 | 1841 | 1846 | 1851 |
| ---- | ---- | ---- | ---- | ---- | ---- | ---- | ---- | ---- |
| 352  | 370  | 258  | 330  | 349  | 355  | 379  | 395  | 376  |

| 1856 | 1861 | 1866 | 1872 | 1876 | 1881 | 1886 | 1891 | 1896 |
| ---- | ---- | ---- | ---- | ---- | ---- | ---- | ---- | ---- |
| 378  | 387  | 407  | 375  | 333  | 339  | 348  | 321  | 317  |

| 1901 | 1906 | 1911 | 1921 | 1926 | 1931 | 1936 | 1946 | 1954 |
| ---- | ---- | ---- | ---- | ---- | ---- | ---- | ---- | ---- |
| 269  | 242  | 222  | 161  | 181  | 170  | 168  | 176  | 190  |

| 1962 | 1968 | 1975 | 1982 | 1990 | 1999 | 2006 | 2008 | 2013 |
| ---- | ---- | ---- | ---- | ---- | ---- | ---- | ---- | ---- |
| 188  | 177  | 176  | 161  | 146  | 168  | 171  | 172  | 156  |

| 2018 | 2022 | - | - | - | - | - | - | - |
| ---- | ---- | - | - | - | - | - | - | - |
| 145  | 145  | - | - | - | - | - | - | - |

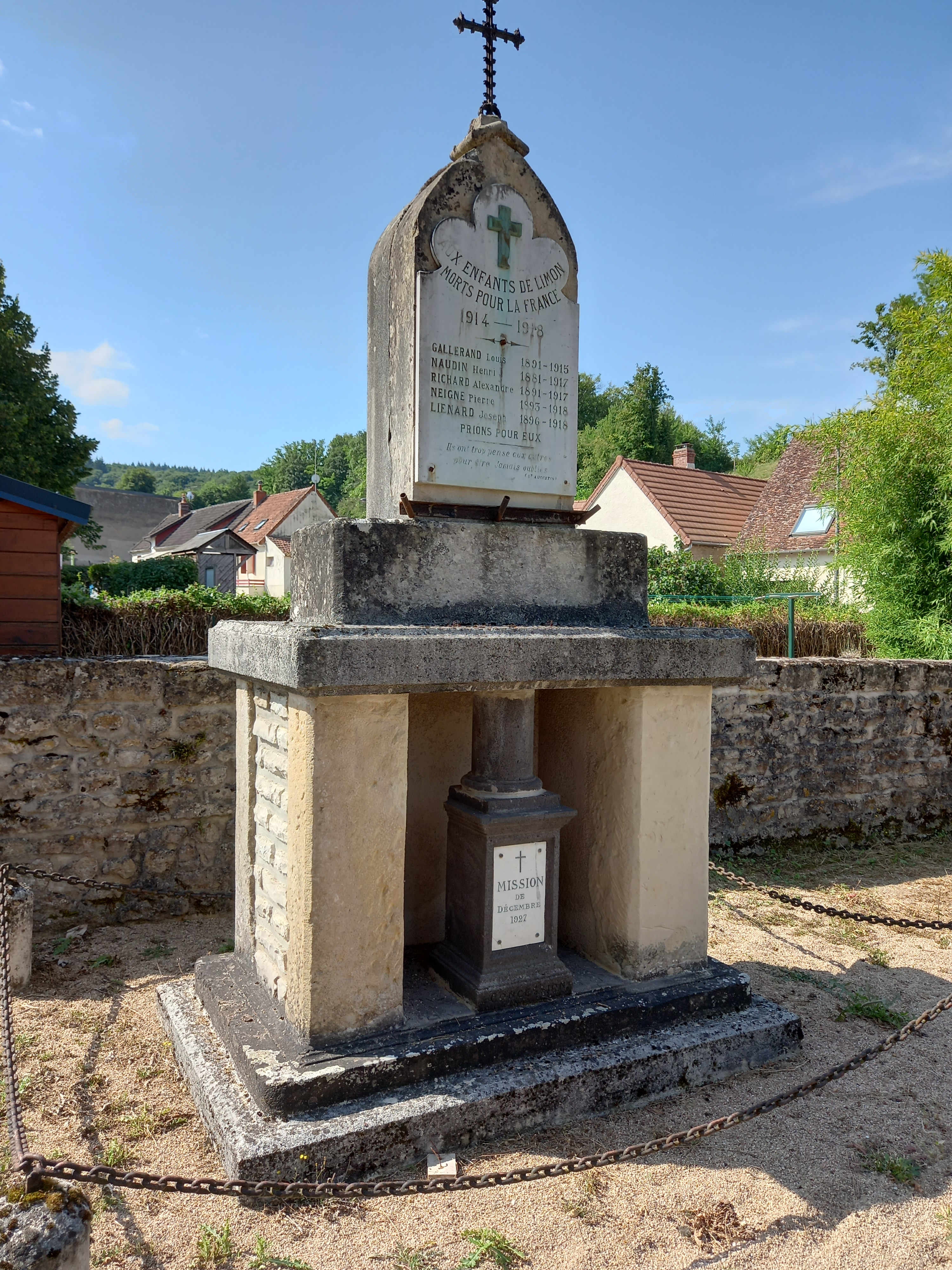
Monument aux morts

Les activités des habitants sont la culture et la production animale.

## Lieux et monuments
Religieux
- L’église Notre-Dame-de-l'Assomption, construite au XVIe siècle en pierre. Des restes de vitraux ainsi qu'une crédence sont toujours visibles dans le chœur de l'église. La nef a été voûtée en 1880. Le clocher présente des baies gothiques. Les fonts baptismaux ont comme particularité d'avoir un pied orné d'un serpent ils sont du XVIIIe siècle. Ouverte tous les jours[17]

Civils
- Le lavoir, construit au XIXe siècle reçoit l'eau d'une source. Il ne dispose pas de margelle : les lavandières devaient apporter leur planche[18].
- Un moulin est connu sous le nom de la Métairie[19].
- Le musée le plus proche est le musée de la Mine, sur la commune de La Machine, à 10,7 kilomètres.

## Personnalités liées à la commune
- Le général Charles Victor Frébault (1813-†1888), né dans la commune. S'est notamment distingué en 1870 à la bataille de Champigny. Il a également été gouverneur de la Guadeloupe et sénateur[20].